# Selva d'Irati

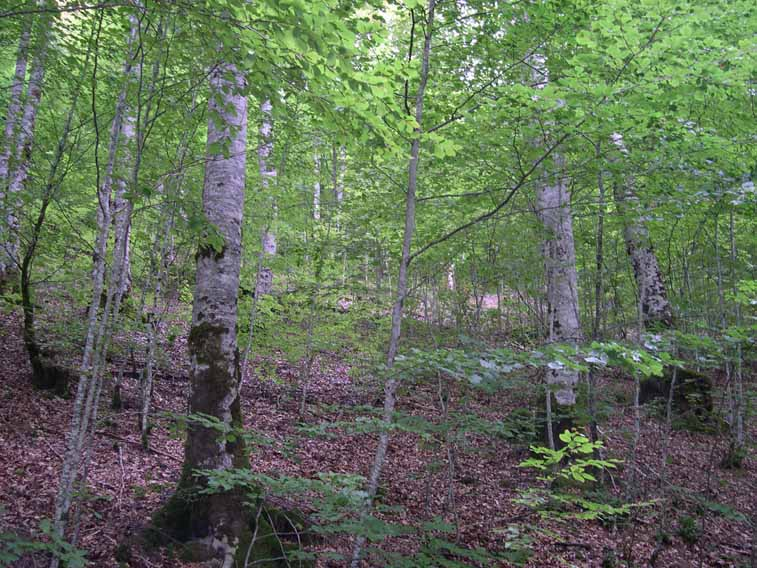
Selva d'Irati

La selva d'Irati situada al nord de Navarra i al sud d'Iparralde és un espai forestal notable principalment per l'extensió i conservació de la fageda.

## Situació
Es troba en la vall que formen el riu Irati i els seus afluents (Egurgio, Arrantzariena, Kakolla i Txangoa), envoltada de muntanyes com les d'Orhi (2.021 m), Escaliers-Harsudurra (1.472 m), Okabe (1.456 m), Urkulu (1.424 m), Ortzanzurieta (1.570 m) i Abodi (1.537 m), i en gran part entre les valls d'Aezkoa i Salazar.
S'hi accedeix per l'oest a través d'Orbaizeta, i per l'est pel municipi d'Otsagabia.

## Història
La zona, que és fronterera entre l'estat espanyol i el francès, va començar a estar en litigi a partir del segle xviii. El 1856, pel tractat dels Límits, tota la vall va ser adjudicada a Espanya, inclòs l'anomenat per raó del litigi monte de la Cuestión, on ara hi ha unes 20 hectàrees de bosc verge amb arbres enormes que no s'han tallat mai (reserva de Lizardoia). Donat l'ús militar de les talles, es va atorgar a l'estat per part dels propietaris sense demanar cap contraprestació econòmica.

## Fauna i flora
Les precipitacions anuals superen els 1.500 litres i el clima és de muntanya mitjana. La superfície de bosc és d'unes 12.400 hectàrees. Les espècies arbòries més representatives són el faig i l'avet blanc, que troben unes condicions òptimes de creixement i van ser intensament explotades (sobretot els avets) per fer vaixells de l'armada espanyola. També hi ha rouredes (Quercus petrae) com les de Tristuibartea i Aritztoki.
Respecte a la fauna, fins a mitjan segle xix existien l'os, el llop i el cérvol i només aquest darrer va ser reintroduït el 1957. Actualment hi ha voltors negres (Gys fulvus).
Aquest indret és un dels lloc de més interès turístic de Navarra; si s'accedeix amb cotxe, cal tenir en compte que l'aparcament no té ni de bon tros capacitat suficient i la filera de cotxes aparcats a la vora dels camins forestals és molt llarga.